# Calocheirus gigas
Espèce
Synonymes
- Apolpiolum gigas Mahnert, 1980

Calocheirus gigas est une espèce de pseudoscorpions de la famille des Hesperolpiidae.

## Distribution
Cette espèce est endémique de la Grande Canarie aux îles Canaries en Espagne. Elle se rencontre vers Fataga.

## Systématique et taxinomie
Cette espèce a été décrite sous le protonyme Apolpiolum gigas par Mahnert en 1980. Elle est placée dans le genre Calocheirus par Mahnert en 1986.

## Publication originale
- Mahnert, 1980 : Pseudoscorpions from the Canary Islands. Entomologica Scandinavica, vol. 11, no 3, p. 259-264.